# 안병욱 (언론인)
안병욱(安秉旭, 1971년 7월 24일~)은 대한민국의 신문기자 출신의 언론인이다.
인터넷신문 한강타임즈 및 성동저널 대표로서 정치, 사회, 문화, 경제 분야의 뉴스를 보도하며, 지역사회와 중앙 언론을 연결하는 역할을 수행하고 있다.

## 생애
안병욱(安秉旭, 1971년~) 서울 성동구 출생으로 알려져 있다.
시사통신,인사이드코리아,경동신문등 정치부기자 출신 언론인이다.
그는 인터넷신문 한강타임즈 성동저널 창간하여 대표로 재직하고 있으며, 공정하고 정확한 보도를 목표로 하는 언론 활동을 이어가고 있다.

## 경력
- 인터넷신문 한강타임즈 창간 및 대표 취임[3]
- 성동저널 관련 활동

성동 지역 기반 언론 활동에도 참여하며 지역 소식과 이슈를 보도.
- 시사통신,인사이드코리아,경동신문 정치부기자

## 언론 철학
안병욱은 ‘정확한 팩트 보도, 공정한 시각, 책임 있는 언론’을 원칙으로 삼는다. 단순한 사건 보도를 넘어 배경과 의미를 분석하며, 독자들이 스스로 판단할 수 있는 정보를 제공하는 저널리즘을 실천하고 있다.
한강타임즈와의 성장
안병욱이 이끄는 한강타임즈는 지역 밀착형 보도와 전국 단위 뉴스 전달을 동시에 수행하며, 온라인 플랫폼과 SNS를 적극 활용해 독자와의 실시간 소통을 강화하고 있다.

## 언론 활동
안병욱은 정확한 정보 전달과 균형 잡힌 시각을 바탕으로 보도하는 것을 원칙으로 삼는다. 단순한 속보 제공을 넘어 사건의 맥락과 배경을 분석하는 심층 취재를 지향하며, 독자의 사회 참여를 촉진하는 보도를 수행하고 있다.

## 주요 기사
- [한강타임즈 기사 예시 ]
- [한강타임즈 기사 예시 1](http://www.hg-times.com/news/articleView.html?idxno=103684)
- [한강타임즈 기사 예시 2](http://www.hg-times.com/news/articleView.html?idxno=93539)
- [성동저널 관련 기사](http://www.seongdongnews.com/news/articleView.html?idxno=32503)

## 관련 매체
- 한강타임즈
- 성동저널